# Мейер, Трэвис
Трэвис Мейер (англ. Travis Meyer; род. 8 июня 1989, Перт) — австралийский шоссейный и трековый велогонщик.

## Карьера
Специалист по трековому велоспорту Трэвис Мейер дважды становился чемпионом мира среди юниоров в 2006 году в командной гонке преследования и мэдисоне. А затем ещё трижды в 2007 году в индивидуальной и командной гонках преследования и скрэтче.
В 2010 году стал профессионалом в составе американкой команды Garmin-Transitions. В её цветах стал чемпионом Австралии по шоссейному велоспорту в групповой гонке, а его брат выиграл титул в индивидуальной гонке на. По-прежнему был активным на треке, участвовал в чемпионатах мира. Однако в конце года решил полностью посвятить себя шоссейному велоспорту. В 2011 году был вынужден досрочно завершить сезон в мае: из-за болей в левой ноге перенёс операцию на наружной подвздошной артерии..
В 2012 году присоединился к новой австралийской команде GreenEDGE. В её составе принял участие в своём единственном гранд-туре — Вуэльта Испании 2012. В 2012 и 2013 годах вместе выступали в составе команды вместе со своим братом.
В 2014 году стал членом профессиональной континентальной команды Drapac Professional Cycling. В апреле попал в дорожно-транспортное происшествие во время тренировки в Андорре и получил переломы черепа, челюсти и руки.{ Вернулся к соревнованиям в конце сентября на Туре Китая. В конце года продлил контракт с командой.. После начала сезона 2017 года, отмеченного падением на Туре Даун Андер и сломанной рукой, он финишировал восьмым на Туре Тайваня и девятым на Туре Кореи. Его контракт снова был продлен в конце года. В 2016 году чтобы закончить учёбу выступал меньше. В конце года завершил свою карьеру. Его последней гонкой стала групповая гонка на чемпионате Австралии в январе 2017 года..

## Семья
Имеет брата Кэмерона Мейера, также велогонщика и чемпиона мира по трековому велоспорту.

## Достижения

### Трек

##### Чемпионат мира
- Копенгаген 2010

19-й в скрэтче

#### Чемпионат мира среди юниоров
2006
 мэдисон (с Кэмерон Мейер)
 командная гонка преследования (с Джек Бобридж, Ли Ховард и Кэмерон Мейер)
 гонка по очкам
2007
 индивидуальная гонка преследования
 командная гонка преследования (с Джек Бобридж, Ли Ховард и Гленн О'Ши)
 скрэтч

#### Чемпионат Океании
2007
 командная гонка преследования (с Марк Джеймисон, Кэмерон Мейер и Филлип Туо)
 мэдисон

#### Чемпионат Австралии
2006
 командная гонка преследования U19 (с Кэмерон Мейер, Дуэйн Йохансен и Дуглас Репачоли)
 мэдисон U19 (с Кэмерон Мейер)
2007
2-й индивидуальная гонка преследования U19
2-й командная гонка преследования U19
3-й гонка по очкам U19
3-й мэдисон
2008
2-й мэдисон
3-й скрэтч
2009
 командная гонка преследования (с Кэмерон Мейер, Майкл Фрайберг и Люк Дарбридж)
2010
2-й командная гонка преследования
3-й индивидуальная гонка преследования

### Шоссе
2007
1-й этап (ITT) Тур Перта
2-й на Тур Тасмании
10-й на Чемпионат мира — групповая гонка U19
2008
Тур Веллингтона
Генеральная классификация
3-й и 7-й этапы
Тур Берлина
2-й на Океанский тур UCI
3-й Чемпионат Австралии — индивидуальная гонка U23
2009
Тур Перта
Генеральная классификация
3-й этап (ITT)
2-й Чемпионат Австралии — индивидуальная гонка U23
2-й на Виченца — Бионде
2010
 Чемпионат Австралии — групповая гонка
3-й этап Perth Criterium Series
2014
2-й этап Pemberton Classic
2015
1-й этап Pemberton Classic

## Статистика выступления наГранд-турах
| Гонка / Год     | 2012 |
| --------------- | ---- |
| Джиро д'Италия  | —    |
| Тур де Франс    | —    |
| Вуэльта Испании | 165  |

## Рейтинги
| Год                 | 2009  | 2010 | 2011 | 2012 | 2013 | 2014 | 2015  | 2016 | 2017   |
| ------------------- | ----- | ---- | ---- | ---- | ---- | ---- | ----- | ---- | ------ |
| Мировой рейтинг UCI |       |      |      |      |      |      |       | -    | 1706-й |
| Европейский тур UCI | 821-й |      |      |      |      | -    | -     | -    | -      |
| Азиатский тур UCI   | -     |      |      |      |      | -    | 186-й | -    | -      |
| Океанский тур UCI   | -     |      |      |      |      | -    | -     | -    | 43-й   |
|                     |       |      |      |      |      |      |       |      |        |
| Источник: UCI       |       |      |      |      |      |      |       |      |        |